# Annibale Frossi
Annibale Frossi (6 de agosto de 1911 — 26 de fevereiro de 1999) foi um futebolista e treinador italiano que competiu nos futebol olímpico nos Jogos Olímpicos de 1936.
Ele era um membro da equipe italiana, que ganhou a medalha de ouro no torneio de futebol.